# Esther Verhoef

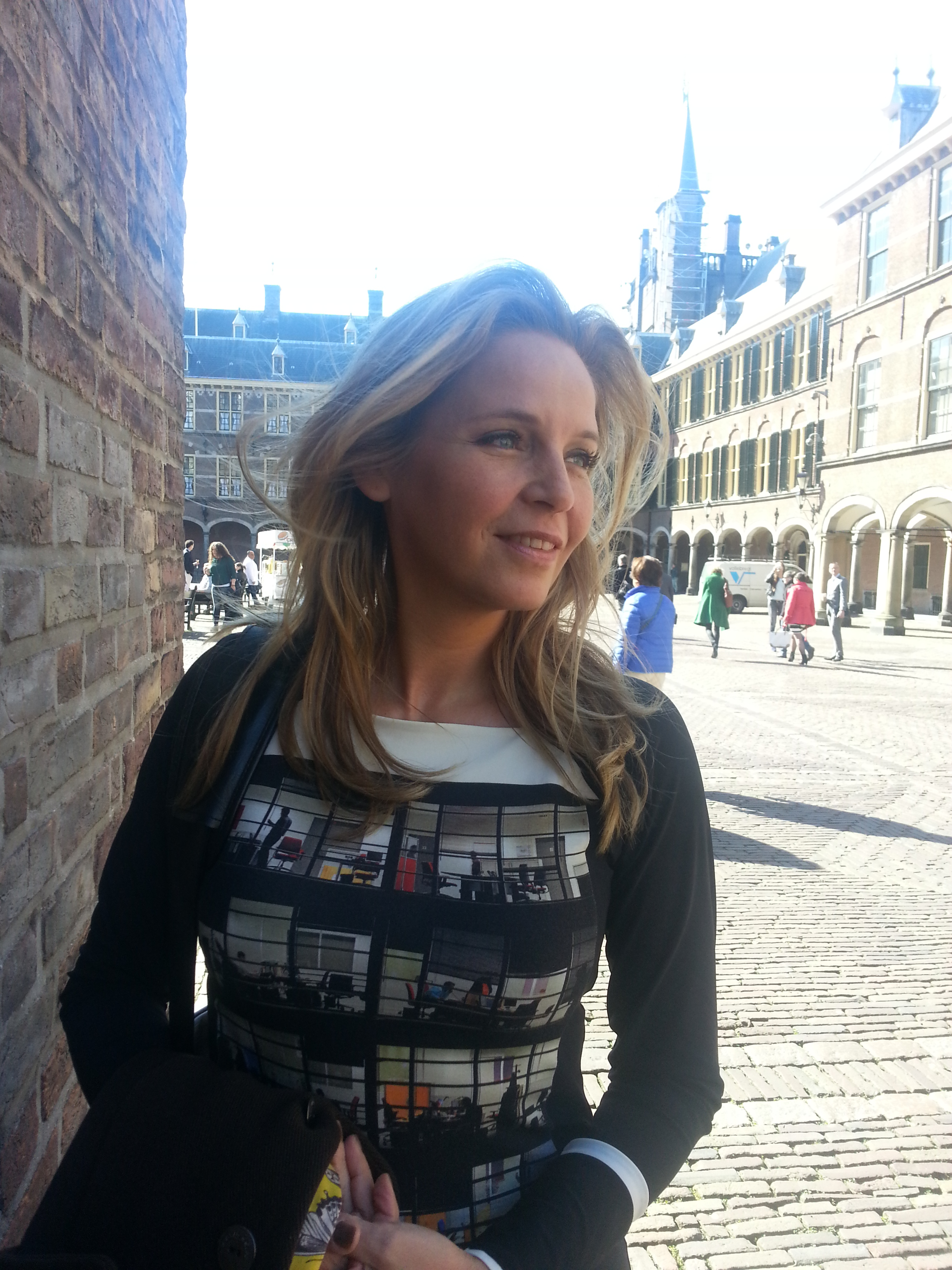
Esther Verhoef

Esther Verhoef-Verhallen, född 27 september 1968 i 's-Hertogenbosch, är en nederländsk författare som främst rönt stora framgångar i sitt hemland. 
Hennes debutroman Onrust kom ut 2003 och fick ett gott mottagande. Även uppföljaren Onder druk mottogs positivt och belönades med det belgiska litteraturpriset Diamanten Kogel.
Verhofs genombrott för en bredare publik kom 2006 med thrillern Rendez-vous som sålt i fler än 275 000 exemplar. Rendez-vous har översatts till tyska, ryska och engelska samt belönats med det nederländska litteraturpriset De Zilveren Vingerafdruk för bästa thriller.
Esther Verhoefs thrillers är inte översatta till svenska men har givits ut på engelska, tyska, danska och ryska. 

### Thrillers
- 2003 - Onrust (återutgavs i april 2008 under pseudonymen Escober)
- 2004 - Onder Druk (återutgavs i april 2008 under pseudonymen Escober)
- 2006 - Rendez-vous
- 2006 - Chaos (under pseudonymen Escober)
- 2007 - Close-up
- 2007 - Wonen op vakantie
- 2008 - Ongenade (under pseudonymen Escober)
- 2008 - Alles te verliezen
- 2009 - Erken mij
- 2010 - Déjà vu

## Priser och utmärkelser
- De Diamanten Kogel 2005 för Onder druk
- De Zilveren Vingerafdruk 2006 för Rendez-vous
- De Zilveren Vingerafdruk 2007 för Close-up